# Lola LC90
A Lola LC90 egy Formula–1-es versenyautó, amelyet a Lola Cars tervezett a Larrousse csapat számára, amely az 1990-es Formula–1 világbajnokság során versenyeztette. Pilótái Éric Bernard és Szuzuki Aguri voltak.

## Áttekintés
A versenyautó először Imolában mutatkozott be, az első két versenyen az előző évi LC89 B-variánsát használták. A japán nagydíjon hazai közönség előtt szerezte meg Szuzuki a csapat első dobogóját, ami a Lamborghini számára is az egyetlen maradt, és hosszú ideig az utolsó olyan dobogó is volt egyben, amelyiken nem állt európai versenyző.
Mivel Szuzuki még két alkalommal tudott pontot szerezni, Bernard pedig háromszor, a csapat konstruktőri hatodik lett. Mivel az előző évben rosszul teljesítettek, így az idény első felében prekvalifikációra kényszerültek, de az erős motor, a jónak mondható kasztni és a két fiatal pilóta ezt rendre megugrotta, sőt a szezon második felében a legjobb tízbe kvalifikálás sem okozott már problémát.
Egy adminisztrációs hiba miatt (a csapat az FIA felé úgy jelentette le az autókat, mintha ő maga gyártotta volna, és nem a Lola) az idény végén elvették a konstruktőri pontjaikat, de a megszerzett eredményeik alapján járó előnyöktől (mint pl. a tévéközvetítések után járó pénzek) nem fosztották meg őket.

## Eredmények
| Év   | Csapat            | Motor            | Gumik | Pilóták       | 1   | 2   | 3   | 4   | 5   | 6   | 7   | 8   | 9   | 10  | 11  | 12  | 13  | 14  | 15  | 16  | Pontok | Helyezés |
| ---- | ----------------- | ---------------- | ----- | ------------- | --- | --- | --- | --- | --- | --- | --- | --- | --- | --- | --- | --- | --- | --- | --- | --- | ------ | -------- |
| 1990 | ESPO Larrousse F1 | Lamborghini 3512 | G     |               | USA | BRA | SMR | MON | CAN | MEX | FRA | GBR | GER | HUN | BEL | ITA | POR | ESP | JPN | AUS | 11     | 6.       |
| 1990 | ESPO Larrousse F1 | Lamborghini 3512 | G     | Éric Bernard  |     |     | 13  | 6   | 9   | KI  | 8   | 4   | KI  | 6   | 9   | KI  | KI  | KI  | KI  | KI  | 11     | 6.       |
| 1990 | ESPO Larrousse F1 | Lamborghini 3512 | G     | Szuzuki Aguri |     |     | KI  | KI  | 12  | KI  | 7   | 6   | KI  | KI  | KI  | KI  | 14  | 6   | 3   | KI  | 11     | 6.       |